# Melvin Bullitt
Melvin Terry Bullitt (13 de novembro de 1984, Bryan, Texas) é um ex jogador de futebol americano que atuava na posição de defensive back na National Football League.

## Carreira no High School
Bullitt estudou na Naaman Forest High School em Garland no estado americano do Texas. Onde foi MVP no terceiro ano depois de fazer 78 tackles, ter defletido 5 passes e ter feito 3 interceptações. Além disso, ele também atuou como wide receiver e fez 7 repceções para 128 jardas e 1 touchdown.

## College Football
Melvin Bullitt foi para a Texas A&M University, atuando em 8 jogos e fez 13 tackles como calouro. Já em seu segundo ano foram 12 jogos com 29 tackles, uma interceptação e um fumble forçado. Em seu terceiro ano ele conseguiu 59 tackles e mais 2 ints e 2 fumbles forçados. Em 2006 seu quarto e último ano, Bullitt começou 13 jogos e fez 84 tackles, uma interceptação, um fumble recuperado e 8 passes defletidos. Depois dessa performance ele foi nomeado 2006 AT&T All-Big 12 Football First Team da defesa. Ele terminou sua carreira no college football com 183 tackles além de 4 interceptações.
Bullitt mudou de posição todos os anos da faculdade. Ele foi cornerback, free safety, strong safety e finalmente linebacker.

## NFL

### Temporada de 2007
Bullitt foi para o Indianapolis Colts como undrafted free agent em 2007. Ele atuou em 12 jogos com os Colts naquela temporada e foi o terceiro no special teams em tackles. Ele atuou na formação dime package da defesa contra o Tampa Bay na vitória por 33 a 14 na semana 5 e também participou na defesa na semana 9 contra New England substituindo o machucado Pro Bowler safety Bob Sanders. Ele voltou a jogar muito na semana 17, onde atuou com o time de reservas onde fez 10 tackles neste jogo.

### Temporada de 2008
Durante a temporada de 2008, Bullitt fez 3 interceptações que salvaram o jogo para os Colts. Na vitória de virada por 31 a 27 contra os Texans no dia 5 de outubro, ele interceptou o quarterback Sage Rosenfels faltando 42 segundos para o termino do jogo. No dia 9 de novembro, o quarterback Ben Roethlisberger dos Steelers tentou lançar a bola na end zone para vencer o jogo mas Bullitt fez a interceptação pra fechar a vitória dos Colts por 24 a 20. A terceira interceptação para a vitória dele foi contra os Texans em 16 de novembro quando Bullitt interceptou um passe de Rosenfels faltando 32 segundos. Porém naquela mesma partida ele não fez um tackle fatal próximo a linha de scrimmage não parando o running back Steve Slaton que acabou correndo 71 jardas para fazer o Touchdown. Os Colts venceram aquela partida por 33 a 27.
Depois dessa temporada, Bullit foi eleito pelo USA Today para o time "All-Joe" do jornal.
Ao final da temporada, Bullitt comentou: "Você sempre quer ser titular. É por isso que você vai pra NFL. Você não quer ser reserva. Você tem que aprender e esperar a oportunidade. Você tem que ser paciente, porque a qualquer hora, a chance pode vir. A minha veio esse ano e eu só queria ir pra lá e fazer o melhor que eu posso e mostrar para as pessoas dessa liga que eu também sei jogar."
Em janeiro de 2009, Bullitt foi eleito "mais promissor" da AFC South pela ESPN.com; sete outros jogadores representando suas respectivas divições também foram nomeados. Os jogadores foram escolhidos pela sua performance durante a temproada de 2008.

### Temporada de 2009
Em 2009, Bullitt foi nomeado pelos companheiros Capitão dos special teams do Colts. Ele então começou a temporada de 2009 como titular substituindo o contundido Bob Sanders. Ele então foi nomeado "Herói não celebrado da Semana" após a Semana 3 pelo USA Today por sua performance contra o Arizona Cardinals. Bullitt forçou um fumble e também impediu um touchdown na goal line.
Bullitt também fez um tackle crucial em uma quarta decida contra o New England Patriots na vitória por 35 a 34 no Sunday Night Football.

### Temporadas de 2010–2011
Em outubro de 2010, Bullitt se machucou e perdeu todo a temporada.
Durante a temporada de 2011, Bullitt mais uma vez foi machucado e não voltou a jogar no ano. Em 9 de março de 2012, ele foi oficialmente dispensado.

## Números da Carreira
| Ano   | Time | Jogos | Titular | Tackles | Interceptações |
| 2007  | IND  | 15    | 0       | 20      | 1              |
| 2008  | IND  | 15    | 9       | 72      | 4              |
| 2009  | IND  | 14    | 12      | 77      | 0              |
| 2010  | IND  | 4     | 3       | 13      | 1              |
| 2011  | IND  | 2     | 2       | 11      | 1              |
| Total | N/A  | 50    | 26      | 193     | 7              |